# Matin dans les montagnes
Matin dans les montagnes, ou Matin à la montagne (en allemand, Der Morgen in den Bergen) est un tableau peint par l'artiste allemand Caspar David Friedrich de 1822 à 1823 dans la ville de Dresde, en Saxe. Il est typique du romantisme. 
Il s'agit d'un paysage avec  montagnes, vues depuis un haut sommet. 
La peinture est exposée au Musée de l'Ermitage à Saint-Pétersbourg, dans la galerie d'art allemand. Elle est entrée au musée depuis le dépôt central des fonds du musée à Pavlovsk en 1945. 